# La Morera
La Morera – gmina w Hiszpanii, w prowincji Badajoz, w Estramadurze, o powierzchni 43,39 km². W 2011 roku gmina liczyła 739 mieszkańców.